# Geografia Saint Lucia

Mapa Saint Lucia

Saint Lucia jest niewielkim państwem wyspiarskim leżącym w Ameryce Środkowej, które wchodzi w skład Małych Antyli. Należąca do Wysp Zawietrznych Saint Lucia cechuje się wyżynno-górzystym krajobrazem i tropikalnym klimatem. Wyspa została odkryta przez Krzysztofa Kolumba w 1502 roku.

## Powierzchnia, skrajne punkty i granice
Powierzchnia – 616 km².
Skrajne punkty: północny 14°09'N, południowy 14°42'N, zachodni 61°05'W, wschodni 60°52'W. Rozciągłość południkowa wyspy wynosi 45 km, a równoleżnikowa 22 km.
Saint Lucia jako wyspa od południa poprzez wody terytorialne graniczy z państwem Saint Vincent, a od północy z zamorskim departamentem Francji – Martyniką. Obie wyspy leżą od Saint Lucia niecałe 40 km.

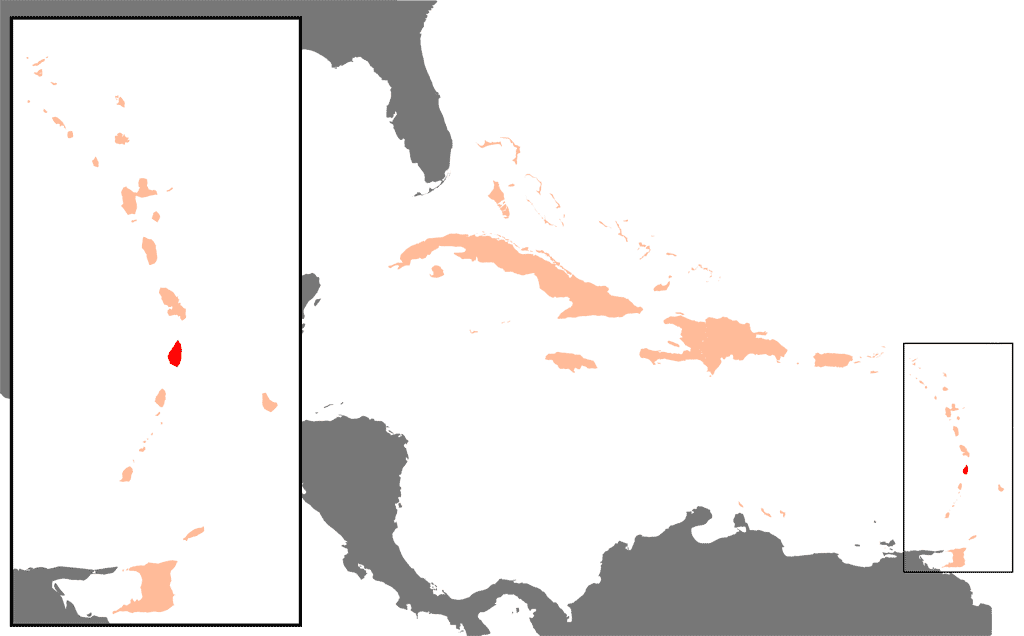
Położenie wyspy

Linia brzegowa – 158 km

## Ukształtowanie poziome
Saint Lucia leży w archipelagu Małych Antyli, pomiędzy Morzem Karaibskim na zachodzie i Oceanem Atlantyckim na wschodzie. Państwo to składa się z jednej wyspy, która należy do jednostki fizycznogeograficznej zwanej śródziemnomorzem amerykańskim. Saint Lucia cechuje się rozwiniętą linią brzegową, gdzie w ląd wdzierają się liczne i niewielkie zatoki. Największą zatoką jest Zatoka Choc i Zatoka Gros Islet Bay w północno-zachodniej części wyspy, oraz Zatoka Savannas w południowo-wschodniej części wyspy. Najbardziej wysunięty na północ przylądek to Przylądek Point, a na południu leży Przylądek Moule á Chique. Wybrzeże niemal na całej długości jest skaliste, w wielu miejscach występują klify. W niektórych miejscach góry schodzą wprost do morza.

## Budowa geologiczna i rzeźba
Saint Lucia jest wyspą pochodzenia wulkanicznego i stanowi górną część podmorskiego grzbietu wulkanicznego, który należy do antylskiego łuku wulkanicznych wysp. Wyspę budują głównie pochodzące z czwartorzędu skały wulkaniczne. Starsze skały, pochodzące z trzeciorzędu ukazują się w północnej części wyspy. Na wyspie znajdują się wulkany będące w stanie uśpienia, charakteryzują się stożkami zwanymi "pitons" Na stokach wulkanów i w kraterach liczne są gorące źródła wód mineralnych – solfatary. W dolinach rzecznych występują pochodzące z czwartorzędu aluwialne terasy. Wokół wyspy rozrostowi ulegają współczesne rafy koralowe.
Saint Lucia jest obszarem wyżynno-górzystym, gdzie wyżyny zajmują północną część kraju, a tereny górskie środkową i centralną. Obszary wyżynne to tereny wznoszące się do 320 m n.p.m. Obszary górskie zajmujące większą część wyspy to góry niskie, gdzie najwyższy szczyt – Mount Gimie o wysokości 958 m n.p.m. a drugi co do wielkości szczyt Gros Piton ma 789 m n.p.m. W zachodniej części wyspy leży kaldera wulkanu Qualibou (wysokość 777 m n.p.m.), ostatnia erupcja miała miejsce w 1766 roku. Niziny zajmują niewielki procent wyspy i ograniczają się jedynie do pasa nadbrzeżnego.

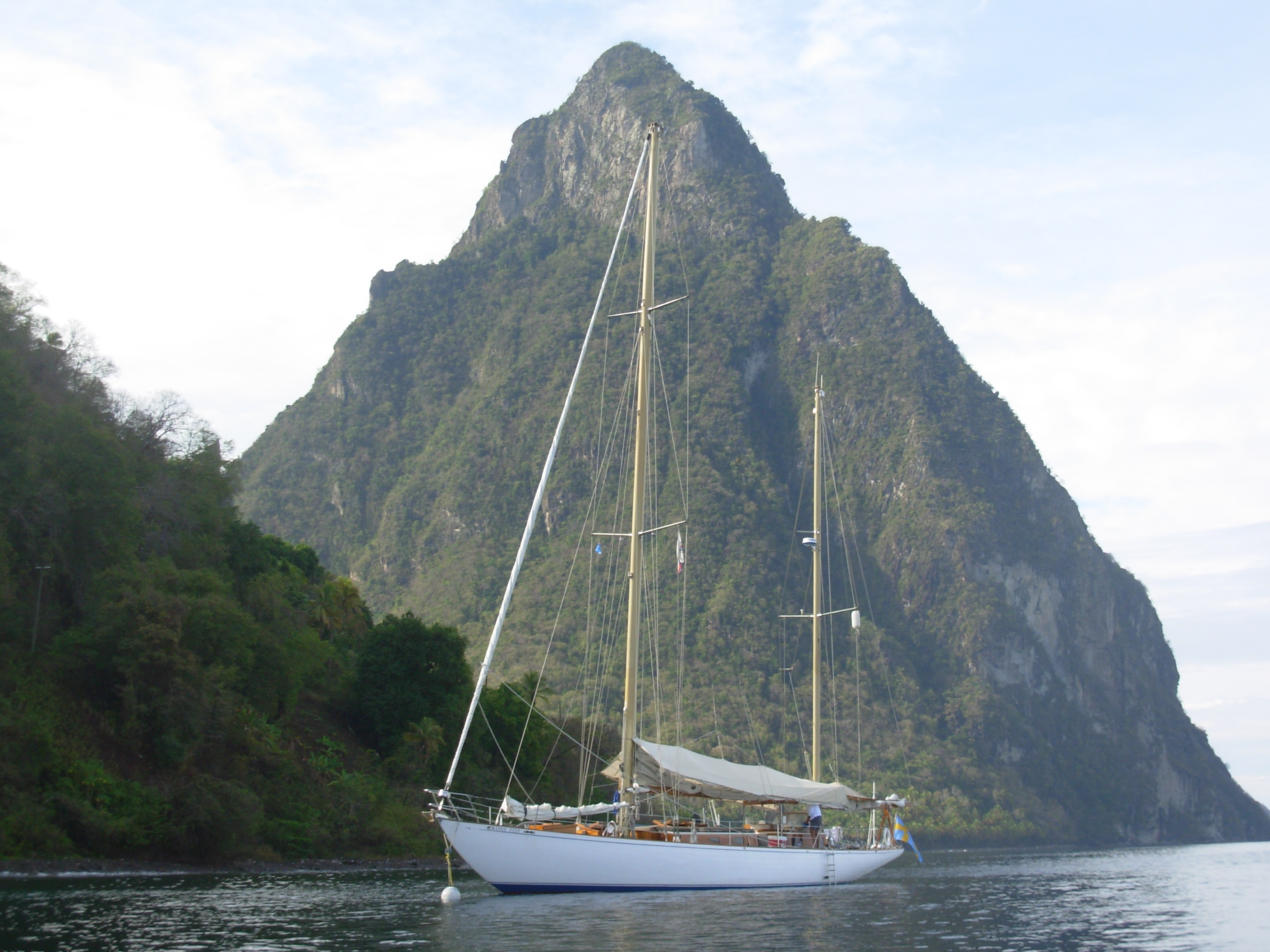
Górzyste wybrzeże Saint Lucia

## Klimat
Saint Lucia leży w strefie działania klimatu równikowego, gdzie pogoda kształtowana jest przez północno-wschodnie pasaty i ciepłe prądy morskie.
Temperatury są wysokie, typowe dla obszaru o klimacie równikowym. Średnie wartości wynoszą 24-28 °C, gdzie roczne jak i dobowe amplitudy są niewielkie. Nie występują wartości ekstremalne, które łagodzone są przez wpływ akwenów morskich i samych pasatów. Nocne temperatury obniżają się do średnich wartości 18-20 °C.
Opady są wysokie, a ich ilość zależy od wiatrów, toteż obszary zawietrzne otrzymują tylko 1200 do 1500 mm rocznie, zaś tereny dowietrzne i górskie nawet do 4000 mm rocznie. Występują dwie pory roku: sucha (od grudnia do czerwca) i deszczowa (od czerwca do listopada), które trwają po pół roku. Należy pamiętać, że w czasie pory suchej, także zdarzają się opady deszczu. W okresie od czerwca do połowy listopada, wyspa nawiedzana jest przez huragany.

## Wody
Sieć rzeczna jest gęsta i zasobna w wody. Rzeki wypływają z gór i uchodzą do Morza Karaibskiego i Atlantyku. Rzeki wyspy są krótkie i mają górski charakter, a do głównych cieków należą: Traumasse, Canelles i Vieax Fort, które uchodzą do Oceanu Atlantyckiego, oraz rzeka Cul de Sac, która wpada do Morza Karaibskiego. Rzeki cechują się zmiennością wodostanu, gdzie w czasie pory deszczowej, bardzo zasobne w wodę, osiągają duży przybór.

## Gleby
Saint Lucia należy do karaibskiej krainy glebowej. Charakterystyczne więc są gleby czerwone, przeważnie feralitowe, cechujące się wysokim poziomem żyzności. Gleby wyspy są żyzne z racji tego, że wykształciły się na podłożu wulkanicznym.

## Flora i fauna
Roślinność wyspy jest dobrze zachowana i w znacznym stopniu jest ona pierwotna. Lasy zajmują około 15% powierzchni kraju i są to lasy tropikalne porastające wilgotne stoki gór. Do głównych gatunków należą mahonie, hibiskusy i sosnowate. Występują  także storczyki, jaśmin i wiele gatunków roślin kwietnych. Fauna jest neotropikalna, świat zwierząt reprezentuje drobna zwierzyna, do przedstawicieli ssaków należą głównie gryzonie, a w lasach małpy. W górach występują nietoperze, liczne gady, głównie jaszczurki i żółwie, a na wybrzeżu różne gatunki skorupiaków. Świat ptaków bogaty jest w gatunki morskie.